# Конши ле Пот
Конши ле Пот (фр. Conchy-les-Pots) насеље је и општина у североисточној Француској у региону Пикардија, у департману Оаза која припада префектури Компјењ.
По подацима из 2011. године у општини је живело 620 становника, а густина насељености је износила 64,12 становника/km². Општина се простире на површини од 9,67 km². Налази се на средњој надморској висини од 110 метара (максималној 117 m, а минималној 74 m).

## Демографија
| 1962. | 1968. | 1975. | 1982. | 1990. | 1999. | 2011. |
| ----- | ----- | ----- | ----- | ----- | ----- | ----- |
| 454   | 470   | 434   | 404   | 462   | 522   | 620   |

График промене броја становника у току последњих година